# Lolicon
Lolicon (ロリコン Rorikon?), también romanizado como lolikon, es el equivalente (contracción a partir del idioma japonés) de la frase Lolita complex ('complejo de Lolita'). En Japón, el término describe una persona con preferencia sexual por chicas jóvenes que suelen ser menores de edad o mujeres adultas con aspecto infantil. También es usado al referirse al género de manga y anime lolicon, donde personajes femeninos de apariencia infantil llamadas lolis son representadas de manera kawaii y erótica, en un estilo artístico similar al del manga shōjo. Fuera de Japón, "lolicon" tiene un uso menos común y usualmente se refiere al género.

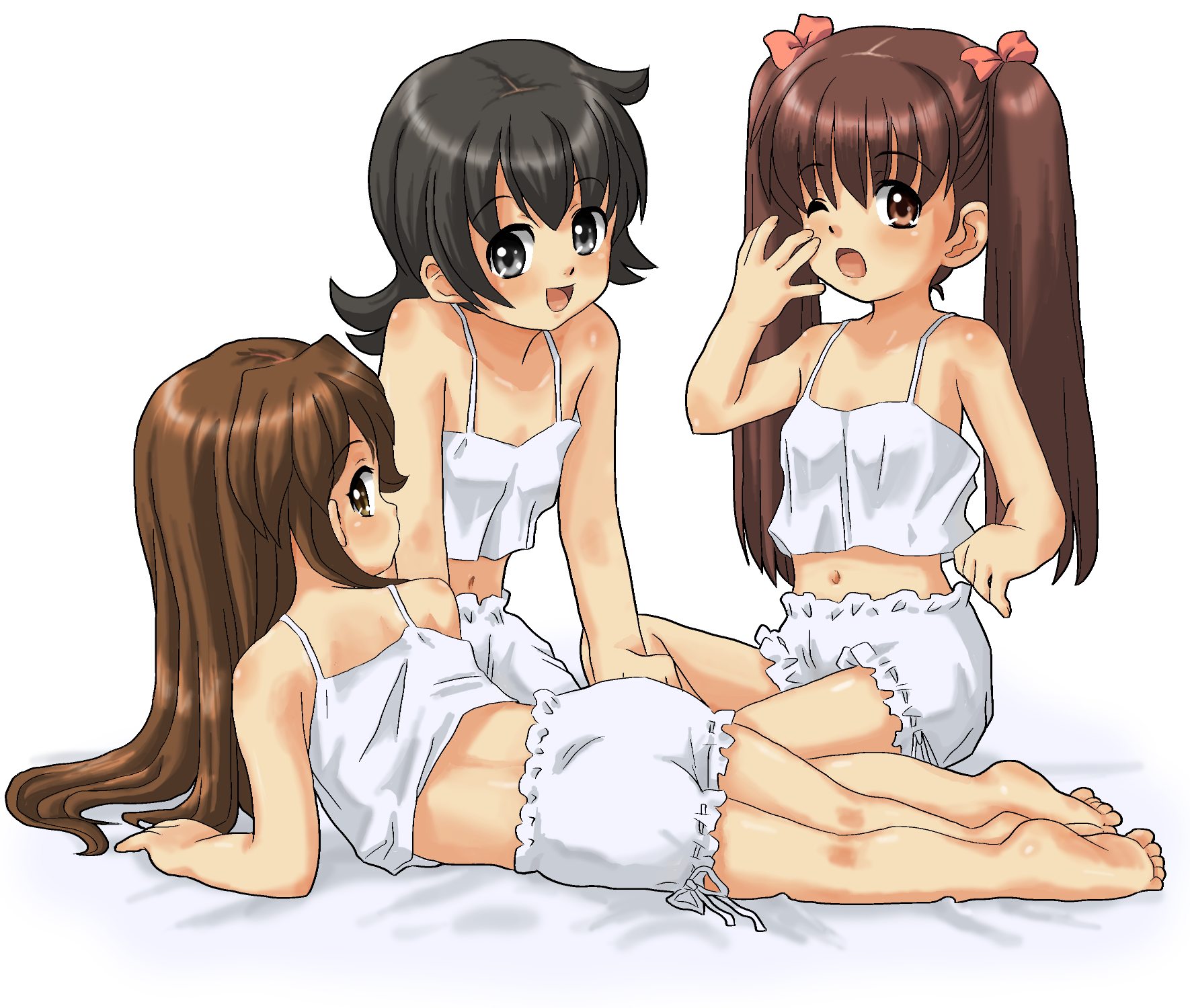
El arte lolicon suele mezclar características infantiles con tonos eróticos.

La frase "Lolita complex" es una referencia al libro Lolita de Vladimir Nabokov pero en Japón más asociada con The Lolita Complex de Russell Trainer (1966). En japonés, la frase se adoptó para describir sentimientos predominantes de amor y lujuria hacia niñas y adolescentes, en lugar de hacia mujeres adultas. Fue utilizada por primera vez en Japón en la década de 1970 y su uso se expandió rápidamente para describir dibujos o ilustraciones eróticas de niñas plasmados en cómics amateur o dōjinshi. En la década de 1980, el manga lolicon comenzó a distribuirse ampliamente en revistas de antología de manga pornográfico. El auge del género está estrechamente vinculado con el desarrollo de la cultura otaku, en especial a principios de la década de 1980 durante la "explosión de lolicon" en el ámbito del manga para adultos, donde el término se adoptó en la naciente cultura otaku para denotar la atracción hacia los primeros personajes bishōjo (chicas lindas). Más adelante, y a medida que los diseños de bishōjo se volvieron más variados, el significado de lolicon se acotó hasta referirse solo a los personajes de aspecto más joven. 
En 1989, tras descubrirse que un asesino en serie, nombrado como «el Asesino Otaku», era aficionado del lolicon, el género y sus fanáticos recibieron sospechas y acusaciones por parte de la sociedad japonesa. Algunos críticos del género lolicon afirman que fomenta el abuso sexual infantil, mientras que otros expresan que no hay evidencia para esta afirmación. La mayoría de los críticos culturales lo enfatizan como algo distinto de la atracción hacia chicas jóvenes o niñas reales. Existen estudios que indican que la atracción al lolicon se basa en una estética o apariencia de ternura, y no en la edad de los personajes, mientras que otros muestran que coleccionar lolicon representa una desconexión de la sociedad.

## Descripción y características
Lolicon es un acrónimo japonés de "Lolita complex" (ロリータ・コンプレックス, rorīta konpurekkusu), una frase en inglés derivada de la novela Lolita de Vladimir Nabokov (1955), aunque en Japón se le asocia más con la obra The Lolita Complex, un trabajo de psicología pop de Russell Trainer traducido al japonés en 1969, en el que el autor usa el término para describir la atracción de hombres adultos hacia mujeres púberes y prepúberes. En japonés, la frase se adoptó para describir los sentimientos de amor y lujuria de los jóvenes sobre las mujeres adultas, que sigue siendo el significado común de la frase. Sin embargo, debido a su asociación con la cultura otaku (fanáticos del manga y el anime), el término se usa más a menudo en la actualidad para describir los deseos de personajes femeninos jóvenes o de aspecto joven (ロリ, "loli") que generalmente se entiende que existen y se satisfacen en la ficción. Y para el público en general todavía tiene una connotación de pedofilia. Lolicon también se refiere a obras sexualizadas o eróticas que presentan tales personajes y fanáticos de estas obras y personajes. Es distinta de las palabras para pedofilia (yōji-zuki o pedofiria; clínicamente, shōniseiai o jidōseiai) y pornografía infantil (jidō poruno).
El significado de lolicon en el contexto otaku se desarrolló a principios de la década de 1980, durante el "boom de lolicon" en el manga para adultos. Según el editor y crítico Akira Akagi, el significado del término se alejó de la pareja sexual de un hombre mayor y una niña y, en cambio, pasó a describir el deseo de "ternura" y "femenidad" en el manga y el anime. Otros críticos académicos definieron lolicon como el deseo de "cosas lindas", personajes "similares a los del manga" o "anime", "redondez" y "bidimensionalidad", en oposición a lo "real". En ese momento, todo el erotismo en el estilo manga con personajes bishōjo estaba asociado con el término. A medida que los tipos de cuerpo de los personajes en el manga erótico se volvieron más variados al final del auge de lolicon, el alcance del término se redujo a representaciones más jóvenes.
El estilo kawaii (tierno) es extremadamente popular en Japón, en donde está presente en varios de los estilos manga/anime. La niña en edad escolar con uniforme escolar es también un símbolo erótico en Japón. En Japón hay personas que pueden hacer citas con adolescentes a través de terekura (clubes telefónicos), Sharon Kinsella observó un incremento en insustanciadas cuentas de prostitución escolar en los medios en los tardíos 1990s, y especuló que estos reportes no comprobados se desarrollaron en contrapunto al incrementado reportaje de mujeres de confort. Ella especuló que, "Puede ser que la imagen de muchachas alegres vendiéndose voluntariamente cancele la otra imagen culpable". Lolicon es un difundido fenómeno en Japón, donde es un frecuente tema de artículos académicos y criticismo, así, muchas librerías generales y quioscos ofrecen material lolicon ilustrado, pero también ha habido acción policial contra el manga lolicon.
Con relación a la acusación de que el lolicon es propenso a generar delitos sexuales, el crítico cultural Hiroki Azuma dice que muy pocos lectores de manga lolicon cometen delitos y que en la cultura otaku, lolicon es la "más conveniente forma de rebelión" contra la sociedad. Milton Diamond y Ayako Uchiyama observan una fuerte correlación entre el aumento espectacular de material pornográfico en el Japón de la década de 1970 en adelante y una notable disminución de las denuncias de violencia sexual, incluidos los crímenes y agresiones a menores de 14 años, ellos citan conclusiones similares como Dinamarca y Alemania Occidental. En su resumen, afirman que la preocupación de que los países con amplia disponibilidad de material sexualmente explícito que sufren mayores índices de delitos sexuales no fue validado y que la reducción de los delitos sexuales en el Japón durante ese período puede haber sido influenciada por una variedad de factores que se han descrito en su estudio.

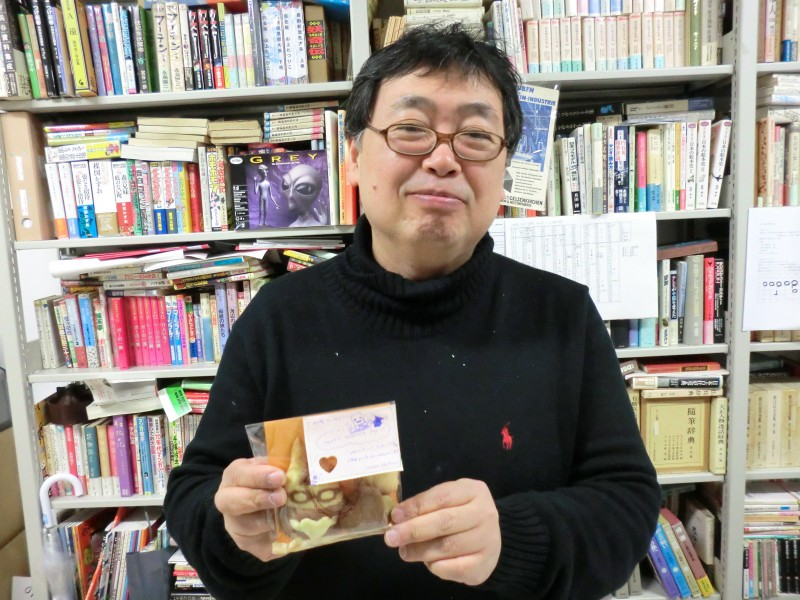
Eiji Ōtsuka, editor de Manga Burikko.

Los mangas lolicon usualmente son historias cortas, publicadas como dōjinshi (obras autopublicadas) o en revistas especializadas en el género como Lemon People, Manga Burikko y Comic LO. Los enfoques comunes de estas historias incluyen relaciones tabú, tales como relaciones entre padre e hija, profesor y estudiante, o hermano y hermana, mientras que otros presentan experimentación sexual entre niñas. Algunos mangas lolicon se cruzan con otros géneros hentai, tales como crossdressing y futanari. Recursos argumentativos son frecuentemente usados para explicar la juvenil apariencia de varios de los personajes. Las colegialas mostrando accidentalmente su ropa interior son personajes comunes en el género lolicon. En el fandom lolicon, los hombres son mayoría. Pero también existe una vertiente donde las mujeres también son simpatizantes del género. En el manga y anime, existe una variante del yuri llamado Onee-loli, enfocado en relaciones lésbicas tiernas y puras entre féminas mayores de edad y lolis.

## Personajes lolis
Una "loli" en Japón y la cultura relacionada con el anime y manga se refiere a un personaje ficticio femenino de apariencia infantil o juvenil que a pesar de su apariencia no siempre son menores de edad o preadolescentes, las lolis suelen representar la infancia, inocencia, ternura o despreocupación en el anime y manga.
Lolicon está vagamente definido. Algunos definen sus caracteres por la edad, mientras que otros definen sus caracteres por la apariencia (los que son pequeños y de pecho plano, independientemente de la edad). Las obras de Lolicon a menudo representan personajes femeninos como inocentes, precoces y a veces, coquetas, los personajes pueden aparecer en situaciones límite o directamente sexuales, aunque el término se puede aplicar a obras sin ninguna de las dos (ver § Relación con moe).
Según Kaoru Nagayama, los lectores de manga definen las obras de lolicon como aquellas "con una heroína más joven que un estudiante de secundaria", una definición que puede variar desde personajes menores de 18 años para "la sociedad en general", hasta personajes "más jóvenes que la edad escolar". Elisabeth Klar observa que los personajes femeninos en lolicon pueden mostrar una "actuación contradictoria de la edad" en la que su cuerpo, comportamiento y papel en una historia entran en conflicto, un ejemplo es el arquetipo roribabā[s] ("abuela Lolita"), un personaje femenino que habla con los modales de una anciana. Las caderas con curvas y otras características sexuales secundarias aparecen de manera similar en algunos de los personajes del género. Los dispositivos de la trama a menudo explican la apariencia joven de personajes que no son humanos o que en realidad son mucho mayores.

### Media
El manga Lolicon, a menudo publicado como dōjinshi o compilado en revistas de antología, es consumido principalmente por audiencias masculinas, aunque Nagayama señala que las obras de Hiraku Machida han "resonado entre lectoras" y " ganado el apoyo de las mujeres". Otros artistas notables incluyen a Aguda Wanyan y Takarada Gorgeous. Las creadoras de obras de lolicon incluyen a Erika Wada y Fumio Kagami.
Las imágenes de Lolicon son un tema destacado en Superflat, un movimiento de arte contemporáneo influenciado por el manga fundado por Takashi Murakami. Entre los artistas destacados de Superflat cuyas obras presentan imágenes de lolicon se encuentran Mr. y Henmaru Machino. El mismo Murakami hizo una sesión de fotos inspirada en lolicon con Britney Spears para la portada de la revista Pop.
Nagayama argumenta que la mayoría de los manga lolicon pornográficos tratan con un sentido de tabú y culpa en su consumo. Algunos manga logran esto retratando a la chica disfrutando de la experiencia al final, mientras que otros representan a la chica como la pareja activa en el sexo que seduce a los hombres hacia ella. En otros mangas lolicon, donde "los hombres son el mal absoluto y las 'niñas' son víctimas lamentables", se entregan al "placer del pecado" a través de la ruptura de tabúes que, según él, afirma la fragilidad de los personajes. El postula que el manga que representa el sexo entre niños evita la "conciencia de pecado" a través de la inocencia mutua, mientras que también tematiza la nostalgia y un pasado idealizado, mientras que otros manga lolicon logran esto a través de personajes con diseños especialmente irreales y moe, donde "es precisamente porque la ficción se distingue de la realidad como ficción que uno puede experimentar el moe”.

### Relación con moe
En la década de 1990, las imágenes de lolicon evolucionaron y contribuyeron al desarrollo principal de moe, la respuesta afectiva generalizada a los personajes ficticios (típicamente personajes bishōjo en manga, anime y videojuegos) y sus elementos de diseño asociados. La forma del personaje bishōjo pasó de las publicaciones otaku de nicho a las principales revistas de manga, y vio una popularidad explosiva en la década con el surgimiento de los juegos bishōjo y series de anime como Sailor Moon y Neon Genesis Evangelion, que fueron pioneros en los medios y la comercialización basada en el afecto de los fanáticos por sus protagonistas femeninas. Los personajes Moe, que tienden a ser personajes femeninos físicamente inmaduros ejemplificados por su ternura, son omnipresentes en el manga y el anime contemporáneos, la respuesta de moe a menudo se define con énfasis en el amor platónico. A diferencia de las obras lolicon, la sexualidad en moe se trata indirectamente o no se trata en absoluto.
John Oppliger de AnimeNation identifica a Ro-Kyu-Bu!, Kodomo no Jikan y Moetan como ejemplos de series que desafían la distinción entre moe y lolicon mediante el uso de insinuaciones sexuales, comentando que "satiran la casta santidad del fenómeno moé" y "burlarse de los espectadores y de las delimitaciones arbitrarias que afirman los espectadores".

## Legalidad y censura
Las leyes sobre pornografía infantil en algunos países, incluidos el Reino Unido, Canadá y Australia, se han ampliado desde la década de 1990 para incluir representaciones sexualmente explícitas de personajes infantiles ficticios, mientras que otros países, incluidos Japón y los Estados Unidos, excluyen la ficción de las definiciones relevantes.
En 1999, Japón aprobó una ley nacional que criminaliza la producción y distribución de pornografía infantil. El borrador original de la ley incluía representaciones de niños ficticios en su definición de pornografía infantil; después de las "críticas de muchos en Japón", este texto fue eliminado en la versión final. En 2014, el parlamento de Japón modificó la ley de 1999 para penalizar la posesión de pornografía infantil; el borrador de 2013 presentado por el Partido Liberal Democrático (PLD), que mantuvo la definición legal existente, incluía una disposición para una investigación gubernamental sobre si manga, el anime y las imágenes generadas por computadora "similares a la pornografía infantil" se relacionaron con el abuso sexual infantil, lo que sería seguido por una decisión posterior sobre la regulación. A esta disposición se opusieron las asociaciones editoriales y de artistas de anime y manga, que argumentaron que la regulación infringiría la libertad de expresión e impactaría negativamente en la industria creativa y citaron la falta de evidencia existente que vincule la ficción y el crimen. La disposición se eliminó de la versión final de la ley que entró en vigor en 2015.
Lolicon media es un objetivo común de las ordenanzas locales en Japón que restringen la distribución de materiales designados como "perjudiciales para el desarrollo saludable de los jóvenes", que se reforzaron a lo largo de las décadas de 1990 y 2000. Una enmienda propuesta en 2010 a la ley de Tokio sobre material prohibido para la venta a menores (descrita por el vicegobernador Naoki Inose como dirigida al manga lolicon no pornográfico, escribiendo que "Teníamos una regulación para eromanga pero no para lolicon") restringida representaciones de "jóvenes inexistentes" que aparecieron menores de 18 años y fueron retratados en "situaciones sexuales antisociales". Bajo la oposición masiva de creadores de manga, académicos y fanáticos, el proyecto de ley fue rechazado en junio de 2010 por la Asamblea Metropolitana de Tokio, sin embargo, se aprobó una revisión en diciembre de 2010 que restringe "manga, anime y juegos de computadora" en los que cualquier personaje partícipe en "actos sexuales o pseudosexuales que serían ilegal en la vida real" representado de una manera que "glorifica o exagera" tales actos.  En 2011, se incluyeron varios manga para restricción, incluido Oku-sama wa Shōgakusei ("Mi esposa es una estudiante de primaria"), que Inose había criticado previamente en televisión. Posteriormente fue publicado en línea por J-Comi, evitando la restricción.
Las representaciones sexualizadas de personajes de chicas jóvenes también han estado sujetas a censura y restricciones fuera de Japón. En 2006, la editorial norteamericana Seven Seas Entertainment obtuvo la licencia de la serie de manga Kodomo no Jikan para su lanzamiento bajo el título Nymphet, pero canceló sus planes en 2007 después de las cancelaciones de los proveedores. En un comunicado, la empresa señaló que el manga "no puede considerarse apropiado para el mercado estadounidense según ningún estándar razonable". En 2020, el senador australiano Stirling Griff criticó a la Junta de Clasificación de Australia por otorgar calificaciones a manga y anime que mostraban "explotación infantil" y pidió una revisión de las regulaciones de clasificación, más adelante en el año, la junta prohibió la importación y venta de tres volúmenes de la serie de novelas ligeras No Game No Life por la representación sexualizada de personajes jóvenes.

### Debate
Al explicar la exclusión del lolicon de la enmienda de 2014 a las leyes de pornografía infantil de Japón, un legislador del PLD declaró que "la pornografía infantil de manga, anime y CG no viola directamente los derechos de las niñas o los niños. No se ha validado científicamente que incluso indirectamente causa daño. Dado que no ha sido validado, castigar a las personas que lo ven sería ir demasiado lejos", su declaración se hace eco de los argumentos de los activistas. Estadísticamente, el abuso sexual de menores en Japón ha disminuido desde las décadas de 1960 y 1970, mientras que la prevalencia de lolicon ficticio ha aumentado; Patrick W. Galbraith interpreta esto como evidencia de que las imágenes de lolicon no necesariamente influyen en los delitos y argumenta que los personajes no representan necesariamente a niños o niñas reales, sino a lo que McLelland llama un “tercer género”, mientras que Steven Smet sugiere que lolicon es un "exorcismo de fantasías" que contribuye a las bajas tasas de criminalidad de Japón. Galbraith argumenta además que la cultura otaku promueve colectivamente una alfabetización mediática y una posición ética de separar la ficción y la realidad, especialmente cuando la combinación de las dos sería peligrosa. Basándose en su trabajo de campo como antropólogo, escribe que la imaginación sexual de los otaku, incluidos los lolicon, "no conduce a 'actos inmorales', sino a actividades éticas". Un reporte de 2012 de Sexologisk Klinik para el gobierno danés no encontró pruebas de que las caricaturas y los dibujos que representan abusos sexuales ficticios a niños fomenten abusos reales. La académica Sharalyn Orbaugh argumenta que el manga que representa la sexualidad de menores de edad puede ayudar a las víctimas de abuso sexual infantil a superar su propio trauma y que hay un mayor daño en la regulación de la expresión sexual que el daño potencial causado por dicho manga.
El erudito legal ''Hiroshi Nakasatomi'' argumenta que lolicon puede distorsionar los deseos sexuales de los lectores y que viola los derechos de los niños, una visión compartida por la organización sin fines de lucro CASPAR (fundada después del caso Miyazaki), algunos críticos, como la organización sin fines de lucro Lighthouse, afirman que las obras de lolicon se pueden usar para el acoso infantil y que generan una cultura que acepta el abuso sexual. Las pautas publicadas en 2019 por el Comité de Derechos Humanos de las Naciones Unidas alentaron a los estados partes a incluir dibujos explícitos de niños ficticios en las leyes contra la pornografía infantil, "en particular cuando tales representaciones se utilizan como parte de un proceso para explotar sexualmente a los niños". La crítica feminista Kuniko Funabashi argumenta que el manga lolicon contribuye a la violencia sexual al retratar a las niñas de forma pasiva y al "presentar el cuerpo femenino como posesión del hombre". El erudito legal Shin'ichirō Harata argumenta que las leyes de pornografía infantil no deberían unir la realidad y la ficción, pero también que los fanáticos no deberían descartar la ambivalencia representada por lolicon. Describe la práctica de mantener a los dos separados como la "ética de moe" o "responsabilidad de otaku".
Dilton Rocha Ferraz Ribeiro analiza el debate sobre el estatus legal de las obras lolicon en Japón y encuentra que tanto las coaliciones a favor de la regulación como las que están en contra de la regulación son relativamente estables, y cada una reacciona a las acciones de la otra coalición. Catherine Driscoll y Liam Grealy argumentan que estos debates, incluida la presión internacional sobre Japón para que regule estas obras, crean un "discurso del excepcionalismo japonés" ante las normas internacionales.

## Comentario crítico
Los críticos culturales que responden a lolicon generalmente lo enfatizan como distinto de la atracción por chicas jóvenes reales. El antropólogo Patrick W. Galbraith encuentra que "desde los primeros escritos hasta el presente, los investigadores sugieren que los artistas de lolicon juegan con símbolos y trabajan con tropos, lo que no refleja ni contribuye a la patología o el crimen sexual". El psicólogo Tamaki Saitō, quien ha realizado trabajo clínico con otakus, destaca el alejamiento de los deseos lolicon de la realidad como parte de una distinción estricta para los otakus entre "sexualidad textual y real", y observa que "la gran mayoría de los otakus no son pedófilos en la vida real". El investigador de manga Yukari Fujimoto argumenta que el deseo de lolicon "no es para un niño, sino para la imagen en sí misma", y que esto lo entienden aquellos "criados en la cultura japonesa del dibujo y la fantasía". El historiador cultural Mark McLelland identifica lolicon y yaoi como géneros "autoconscientemente antirrealistas", dado el rechazo de los fanáticos y creadores de la "tridimensionalidad" a favor de la "bidimensionalidad", y compara lolicon con el fandom de yaoi, en el que, en su mayoría, fanáticas femeninas y heterosexuales consumen representaciones de la homosexualidad masculina que "carecen de corresponsal en el mundo real". Setsu Shigematsu argumenta que lolicon refleja un cambio en la "inversión erótica" de la realidad a las "figuras bidimensionales del deseo".
La mayoría de los académicos también identifican lolicon como una forma de autoexpresión por parte de sus creadores y consumidores masculinos. La socióloga Sharon Kinsella sugiere que para los fanáticos de lolicon, "el objeto de deseo femenino infantilizado [...] se ha cruzado para convertirse en un aspecto de su propia imagen y sexualidad". Akira Akagi argumenta que el manga lolicon representó un cambio notable en la identificación del lector del "héroe" penetrador común al gekiga pornográfico: "Los lectores de lolicon no necesitan un pene para el placer, sino que necesitan el éxtasis de la chica. [...] Se identifican con la chica, y quedan atrapados en un placer masoquista". El crítico de manga Gō Itō ve esto como un "deseo abstracto", citando a un artista lolicon que le dijo que "él era la chica en su manga", reflejando un sentimiento de ser "violado por la sociedad, o por el mundo". Kaoru Nagayama postula que los lectores de lolicon adoptan una perspectiva fluida que alterna entre la de un voyeur omnisciente y los múltiples personajes de una obra, lo que refleja un papel de lector activo y una proyección hacia los personajes femeninos. Escribiendo en The Book of Otaku (1989), la feminista Chizuko Ueno argumentó que el lolicon, como una orientación hacia el bishōjo ficticio, es "completamente diferente de la pedofilia", y lo caracterizó como un anhelo de «ser parte del "adorable" mundo del shōjo» de parte de los fanáticos masculinos del manga shōjo, los cuales se "sienten agobiados de ser hombres."
Respondiendo en 1982 a la popularidad de Clarisse de su película Lupin III: Castle of Cagliostro, Hayao Miyazaki criticó a los artistas y fanáticos que la idolatraban de una manera que él consideraba degradante, y dijo que "odia a los hombres que usan la palabra lolicon". A pesar de su aparente rechazo, Saitō y Galbraith todavía encuentran conexiones entre Miyazaki y el deseo por personajes de chicas jóvenes. Interpretando las propias palabras de Miyazaki y su reconocimiento del erotismo como clave de su proceso creativo, Galbraith sugiere que la distancia entre Miyazaki y el boom de lolicon se debió a la "vergüenza": criticó a los hombres que eran abiertos y juguetones sobre el deseo de lolicon por tener poca vergüenza, mientras que se sentía avergonzado por su propio "anhelo" de personajes femeninos.